# アンドレイ・ピャトニツキー
アンドレイ・ウラジーミロヴィチ・ピャトニツキー（ロシア語: Андрей Владимирович Пятницкий、1967年9月27日 -）は、現ウズベキスタン・タシュケント出身の元サッカー選手、サッカー指導者。現役時代のポジションはMF。

## 来歴
祖母はドイツ人で、父親は1941年にナチスの強制収容所で生まれた。母親はイジェフスクで育ち、兵役により赴いていた父と出会い結婚した。彼らはコムソモールの活動に従事し、1966年4月、現ウズベキスタンの首都タシュケントを襲った大地震の後に、街の再建のために引っ越した。
アンドレイはその約1年半後の1967年9月27日に生まれ、地元の学校でサッカーを始める。サッカー専門のクラスがある学校との試合後に、コーチのウラジーミル・コマルニツキーに誘われる。しかし、12歳で朝7時からトレーニングをするなど厳しい環境だったため、両親は反対し、アンドレイも同意しなかった。そこで、コマルニツキーは足しげく説得に通い、了承を得る事に成功した。アンドレイはコーチが両親に熱心な説得をした事が、後のサッカー人生に大きく影響したと語っている。
1983年、2部リーグに所属していたスタルト・タシュケントでキャリア始める。2つの非公式試合に出場し、初の給料となる160ルーブルを受け取った。1985年、現ウズベキスタンの強豪FCパフタコール・タシュケントに移籍。1986年にPFC CSKAモスクワへ移籍をした。SKAカルパティ戦(2-2)でデビューを飾り2得点を挙げた。その年はレギュラーとして出場したものの、翌年に怪我をしたり、契約更新を拒否したりしため7試合の出場に留まった。
1988年、パフタコール・タシュケントに復帰。CSKAから離れる時にはFCスパルタク・モスクワから魅力的なオファーがあったが、パフタコールに戻る決意をしていた為に断った。パフタコールではチームの中心選手として試合に出場した。1991年、FCシャフタール・ドネツク戦では2得点を挙げた。さらにPKの場面でチームメートのイーゴリ・シュクヴィリンがアンドレイへの誕生日プレゼントとしてPKを譲りこれを決め、自身の生涯において初のハットトリックを達成した。
1992年、FCスパルタク・モスクワへ移籍をした。1993年にはロシア国籍を取得をした。1993年7月28日、フランス代表との試合でロシア代表デビューを果たした。1994年のFIFAワールドカップではボイコットする選手が多数出たために招集されブラジル戦に出場をした。1995年5月6日、フェロー諸島代表との試合で足を負傷し、この怪我が直接的にパフォーマンスに影響し、クラブでの出場機会を失った。
1997年、ファーストディビジョン(2部)に所属していたFCソコル・サラトフに移籍をするも、ここでも怪我で苦しみ2試合1得点に終わり、2001年にエネルギア・シャトゥーラにて現役引退をした。
2002年、アルマーズ・モスクワのコーチに就任。2003年にはFCガゾヴィク・オレンブルク、2006年にはヴィーチャシ・ポドリスクで監督を務めた。2008年からスパルタク・モスクワのスポーツ・スクールでコーチとして働いている。2012年にはロシアサッカー協会で「2011-12 ユース最優秀コーチ」を受賞している。

## タイトル

### クラブ
- FCスパルタク・モスクワ
  - ロシア・プレミアリーグ：5 (1992, 1993, 1994, 1996, 1997)
  - ロシア・カップ：1 (1993/1994)

### 個人
- ロシアリーグ・ベストプレイヤー33：№ 1 (1992, 1993, 1994)